# إنتربلاي إنترتينمينت
إنتربلاي إنترتينمينت  (بالإنجليزية: Interplay Entertainment)‏ هي شركة أمريكية متخصصة في ألعاب الفيديو ، تأسست عام 1983 ويقع مقرها في بيفرلي هيلز، كاليفورنيا. تقوم الشركة بـ نشر ألعاب الفيديو.

## وصلات خارجية
- إنتربلاي إنترتينمينت على موقع ميوزك برينز (الإنجليزية)
- الموقع الإلكتروني